# Esan (langue)
L’esan ou isan est une langue édoïde parlée dans le Sud du Nigeria.

## Répartition géographique
L’esan est parlé dans le LGA d’Aniocha North dans l’État du Delta et dans les LGA d’Esan Central, Esan North-East, Esan South-East, Esan West dans l’État d’Edo.

## Écriture
Un alphabet latin et une orthographe ont été adoptés par le comité de l’orthographe esan en 1986, basé sur la description phonologique de l’esan de P.E. Ejele de 1982.
| a  | b | bh | ch | d | e | ẹ | f | g | gb | gh | h | i | j | k | kh |
| kp | l | m  | n  | o | ọ | p | r | s | sh | t  | u | v | w | y | z  |

La nasalisation est indiquée en écrivant un n après la lettre de la voyelle nasale.
Le ton haut est indiqué à l’aide de l’accent aigu. Lorsqu’il est transcrit, le ton bas est indiqué avec l’accent grave sur la lettre de la voyelle.